# Mark Tauger
Mark B. Tauger, né en 1954, est un historien américain, spécialisé dans l'histoire de la Russie, de l'URSS et dans l'histoire de l'agriculture. Il est professeur associé à l'université de Virginie-Occidentale.

## Biographie
Mark Tauger a passé son Ph.D. en 1991 à l'université de Californie à Los Angeles. Ses travaux se concentrent sur la famine soviétique de 1933.
Mark Tauger est membre du comité éditorial de la revue H-Russia.

## Publications

### Éditions françaises
- Famine et transformation agricole en URSS, édition Delga, 2017

### Éditions originales
- « The 1932 Harvest and the Famine of 1933 », Slavic Review, été 1991.
- « The People's Commissariat of Agriculture », in A. E. Rees (éd.), Decision-Making in the Stalinist Command Economy, MacMillan, 1997.
- « Grain Crisis or Famine? », in D. J. Raleigh (éd.), Provincial Landscapes: Local Dimensions of Soviet Power, University of Pittsburgh Press, 2001.
- Agriculture in World History, Routledge, 2008.